# LeaseWeb
LeaseWeb is een hostingprovider gevestigd in Amsterdam. De onderneming heeft ook zustermaatschappijen en datacenters in Duitsland, de Verenigde Staten, Singapore en Hongkong.
LeaseWeb kwam onder meer in het nieuws door DDoS-aanvallen, de Bredolab- en Bamital botnets en veel torrentsites, waaronder The Pirate Bay waarbij servers van LeaseWeb werden gebruikt. Op 20 januari 2012 werd bekend dat de door de FBI neergehaalde dienst Megaupload meer dan 700 servers bij LeaseWeb in gebruik had.
LeaseWeb was de eerste Nederlandse internetaanbieder die een technische voorziening aanbood om foto's van kindermisbruik te weren.

## Geschiedenis
Het bedrijf werd in 1997 opgericht als een online bedrijvengids. Het bedrijf begon als bijkomende dienst websites te bouwen en opende in 1998 een kantoor te Utrecht. Ten tijde van de internetzeepbel ontstond er een groeiende vraag naar hostingdiensten. Dit bracht de onderneming ertoe zich volledig te richten op hostingdiensten. De onderneming kreeg in 1999 de naam LeaseWeb. In dat jaar werden ook de eerste werknemers aangenomen.
In 2000 verwierf LeaseWeb zijn eerste eigen servers. De bandbreedte van de vier servers bedroeg in totaal slechts 512 kbit/s. Ook verhuisde LeaseWeb naar Amsterdam. Ondanks het uiteenspatten van de internetzeepbel, bleef LeaseWeb groeien. In 2005 bezat de onderneming 5.000 servers. Twee jaar later was het aantal servers verdubbeld tot 10.000.
In twee jaar tijd verdubbelde het aantal werknemers tot 50 in 2007. LeaseWeb verhuisde naar een nieuw kantoor in Haarlem en moederbedrijf OCOM werd voor het eerst opgenomen in de Deloitte Technology Fast50.
In 2009 was het aantal werknemers opnieuw verdubbeld, tot 100. In 2010 bereikte de onderneming de mijlpaal van 25.000 servers. Momenteel heeft LeaseWeb meer dan 300 werknemers en 65.000 servers.
Op 14 oktober 2011 werd OCOM, de moederonderneming van LeaseWeb, opnieuw aangemerkt als een van de snelst groeiende technologiebedrijven in Nederland. OCOM was in 2011 de onderneming met de hoogste omzet in de Deloitte Technology Fast 50, met een totale omzet van 50 miljoen euro (2010).
LeaseWeb was een van de hostingproviders van Megaupload. In januari 2012 werden meer dan 700 servers afgesloten na een gecoördineerde internationale actie van de FBI, om de dienst neer te halen.
Op 19 maart 2012 introduceerde LeaseWeb zijn public cloudplatform, gebaseerd op opensourcetechnologie van CloudStack.
Op 19 april 2012 kondigden StopBadware en LeaseWeb aan samen op te treden tegen cybercriminaliteit. StopBadware is een non-profitorganisatie tegen malware die coördinerend optreedt en belanghebbenden in het gehele internet-ecosysteem bij elkaar brengt. LeaseWeb sponsort StopBadware als onderdeel van zijn Community Outreach Project.
Sinds juni 2013 biedt LeaseWeb een CDN (Content Delivery Network) aan. In juli datzelfde jaar werd het nieuwe hoofdkantoor van LeaseWeb geopend, in Amsterdam-Zuidoost. Voetbalcoach Guus Hiddink verrichtte de officiële opening van het kantoorgebouw.
Na toenemende vraag breidde LeaseWeb in oktober 2013 zijn CDN-infrastructuur uit in Europa en de Verenigde Staten.

## Technologie
LeaseWeb heeft zijn eigen cloudplatform ontwikkeld. Het werd in maart 2012 geïntroduceerd. Op 7 juni 2012 kondigde LeaseWeb via zijn blog firewallfunctionaliteit voor bestaande en nieuwe klanten aan.
Het in juni 2013 geïntroduceerde Content Delivery Network werd gebouwd met opensourceproducten van NGINX. NGINX wordt gebruikt door meer dan 25% procent van 's werelds top 1000 websites met intensief verkeer, waaronder bekende onlinediensten zoals Facebook, Dropbox, Groupon, WordPress en SourceForge.

## Uitbreiding
LeaseWeb nam in 2010 de Duitse hostingprovider Netdirekt over. Deze overname stelde LeaseWeb in de gelegenheid zijn aanwezigheid in Duitsland, Oostenrijk en Zwitserland uit te breiden.
LeaseWeb breidde in 2011 zijn activiteiten naar de Verenigde Staten uit met de oprichting van LeaseWeb USA Inc., dat zijn diensten levert vanuit een datacenter in Manassas, Virginia.
In 2014 werd de datacenterinfrastructuur in Azië en de Verenigde Staten uitgebreid. Een datacenter werd geopend in Singapore en Hongkong om hiermee dedicated servers en cloudoplossingen te leveren in Azië. Verder breidde LeaseWeb uit naar Silicon Valley, aan de westkust van de Verenigde Staten.

## Netwerk en datacentra
Het bedrijf bedient zijn klanten via negen datacentra in Nederland, Duitsland, de Verenigde Staten, Singapore en Hongkong. LeaseWeb is verbonden met internetknooppunten in Amsterdam, Frankfurt, Londen, New York, Brussel, Stockholm, Madrid, Zürich, Düsseldorf, Parijs, Warschau, Boedapest, Milaan, Wenen, Praag, Luxemburg, Boekarest, Bratislava, Kopenhagen, Oslo, Ashburn, Miami, Chicago, Dallas, Palo Alto en Los Angeles.